# Old Washington (Ohio)
Old Washington es una villa ubicada en el condado de Guernsey en el estado estadounidense de Ohio. En el Censo de 2010 tenía una población de 279 habitantes y una densidad poblacional de 160,3 personas por km².

## Geografía
Old Washington se encuentra ubicada en las coordenadas 40°2′15″N 81°26′39″O / 40.03750, -81.44417. Según la Oficina del Censo de los Estados Unidos, Old Washington tiene una superficie total de 1.74 km², de la cual 1.74 km² corresponden a tierra firme y (0%) 0 km² es agua.

## Demografía
Según el censo de 2010, había 279 personas residiendo en Old Washington. La densidad de población era de 160,3 hab./km². De los 279 habitantes, Old Washington estaba compuesto por el 98.92% blancos, el 0% eran afroamericanos, el 0.36% eran amerindios, el 0% eran asiáticos, el 0% eran isleños del Pacífico, el 0% eran de otras razas y el 0.72% pertenecían a dos o más razas. Del total de la población el 1.43% eran hispanos o latinos de cualquier raza.